# Aeroportul Lamerd
Aeroportul Lamerd (IATA: LFM, ICAO: OISR) este un aeroport din Lamerd⁠(d), Central District⁠(d), Lamerd County⁠(d), Persida, Iran ce deservește zona Lamerd⁠(d). A fost deschis în 1977.
Situat la o altitudine de 408 m, aeroportul dispune de o singură pistă. Este operat de Iranian Airports Holding Company⁠(d).